# Mint na Bokura
Mint na Bokura (ミントな僕ら) é um mangá japonês do gênero shojo escrito e desenhado por Wataru Yoshizumi. A história é centrada na vida dos par de gêmeos de 14 anos Noel e Maria Minamino. Foi publicado pela revista Ribon em julho de 1997 até fevereiro de 2000, completando 6 volumes. Na versão em espanhol, o mangá foi compilado em 16 volumes. É licenciado pela França pelo Glénat, na Espanha pelo Planeta DeAgostini Comics, e em Taiwan pelo Sharp Point Press.

## Enredo
A história é sobre os gêmeos fraternos, Noel e Maria Minamino (que por acaso são muito próximo um do outro), e das várias situações amorosas que ocorrem ao seu redor enquanto amadurecem. Tudo começa, quando Maria se apaixona por um cara mais velho e se transfere para um colégio interno Morinomiya (onde ele trabalha como professor) para ficar mais perto dele, mas Noel é atingido por um ciúme extremo e se sente abandonado. Como não tem outra escolha, ele decide entrar na nova escola de Maria e convencê-la a voltar para a antiga escola e para casa. Mas há um grande problema: a única admissão aberta restante é no dormitório feminino! Sabendo disso, Noel não desiste e armado com uma meia-peruca, uma faixa para a cabeça, um par de suppatsu e um sutiã acolchoado, Noel se disfarça resolutamente como menina e começa sua nova vida no internato Morinomiya.

## Personagens

### Personagens principais
Noel Minamino (南野のえる, Minamino Noeru)
O personagem principal. Noel é um adolescente gregário de 14 anos que parece sofrer de um complexo extremo pela sua irmã, Maria. Ao saber da súbita transferência dela para uma escola nova, ele a segue com determinação e planeja fazê-la terminar com seu novo "amor" para que eles possam ficar juntos novamente. No entanto, Noel descobre que a escola não tem mais vagas abertas para homens transferidos, e assim se disfarça como menina.
Maria Minamino (南野まりあ, Minamino Maria)
Maria é uma típica menina de 14 anos, que se apaixona por um cara mais velho e se transfere para a mesma escola que ele frequenta, com o objetivo de ficar mais perto dele, o que arrasa seu irmão gêmeo, Noel. Ela fica indignada com o plano louco de Noel, sabendo muito bem que ele só vai atrapalhar suas chances de se reunir com seu novo amor. Embora as vezes se sinta sufocada com a afeição e superproteção de seu gêmeo, ela ainda o ama por mais irritante e frustrante que possa ser às vezes.
Ryuuji Sasa (佐々大海, Sasa Ryūji)
O craque natural do time de basquete masculino de Morinomiya e é admirado por muitas meninas. Ele é um cara legal e descontraído, mas age de forma indiferente com suas admiradoras, dizendo que não tem interesse nelas. Seu outro esporte favorito é a pesca. Quando conhece Noel (disfarçado de garota), Sasa fica confuso com sua assertividade, chamando-o casualmente pelo seu primeiro nome e até pedindo (sem pensar) o favor de torná-lo o gerente da equipe - apenas para ficar de olho na sua irmã.
Miyu Makimura (牧村ゆ, Makimura Miyu)
É a colega de quarto de Noel, mas é solitária e quieta, além de ter o habito de ficar fora da escola a noite toda. A princípio, ela parece hostil a Noel, mas acaba se tornando uma boa amiga dele quando ele a ajuda com seus 'problemas com insetos', que na verdade é uma brincadeira que Noel impulsivamente a puxou. Apesar do que as pessoas pensam dela, ela é na verdade uma garota muito agradável e gentil.

### Personagens secundários
Kazuaki Hirobe (広部和明, Hirobe Kazuaki)
Apesar de ser um personagem secundário, Hirobe é a pessoa-chave na história por ter iniciado tudo. Sem saber que é o interesse amoroso de Maria, ele é o treinador do time de basquete de Morinomiya, ele é descrito como bonito, maduro, gentil e compassivo. Noel passa a não gostar dele por Maria dar atenção mais a Hirobe, então Noel tente arrumar varias maneiras infantis de arruinar as tentativas de Maria de se aproximar dele.
Yoshiaki Hirobe (広部義明, Hirobe Yoshiaki)
O irmão mais novo de Hirobe, Yoshiaki, é o capitão do time de basquete do colégio Hino, a escola rival de Morinomiya, e é um ano mais velho que Noel e os outros. Ao encontrar Maria pela primeira vez, ele imediatamente a convida para sair, o que obviamente causa ciúmes no Noel. No começo, Maria não se impressiona, mas depois de ouvir de Hirobe que Yoshiaki gosta dela desde a primeira vez que viu a foto dela, ela decide sair com ele para conhece-lo melhor.
Akira Nakayama (中山彰, Nakayama Akira)
Estudante do ensino médio, Akira é 2 anos mais velha que Noel e sua turma. Embora sua aparência seja digna de nota, sua personalidade é calculista e perigosa, e ela aparece como uma ameaça para Maria. Ela é alguém que sabe muito bem o que quer e fará o possível para obtê-lo, sem se importar com quem quer que seja.
Kanako Asou (麻生可奈子, Aso Kanako)
Kanako é amiga e ex-colega de quarto de Maria que está sempre à procura dos caras mais legais e populares da escola, depois de um tempo ela se torna colega de quarto da Miyu que passa a se tornarem boas amigas. Kanako é simpática e fácil de conversar, além de ser uma grande amiga da Maria, já que dividem seus problemas e dão conselhos uma para outra.
Daisuke Sakurai (桜井大輔, Sakurai Daisuke)
Daisuke era o antigo colega de turma de Noel e Maria, na escola Higashiyama Jr. High. Quando descobre que Noel fez amizade com Sasa, ele fica com ciúmes e instantaneamente forma uma espécie de rivalidade com ele. No entanto, Daisuke é um cara legal e pertence ao clube de basquete.
Karin Tachihara (立原果林, Tachihara Karin)
Assim como Daisuke, Karin frequentou a antiga escola de Noel e Maria. Ela é muito teimosa e obstinada, além de estar apaixonada por Noel e fará qualquer coisa para conquistá-lo.
Chris Jirou (次郎栗栖, Jiro Kurisu)
Ele é o vocalista da famosa banda de Morinomiya chamado "Embrasse Moi". Mais é muito expressivo, narcisista, e confiante. Esta sempre cercado por garotas que o idolatram e o perseguem sem parar, e faz qualquer coisa para que alguma garota goste dele (mesmo rejeitando-o).
Ririko Iwasaki (岩崎理々子, Iwasaki Ririko)
Uma garota amigável e extrovertida que se apaixona a primeira vista por Sasa depois de conhece-lo. Devido ao seu círculo de amigos ser composto só por garotos, ela se tornou muito direta e aberta com seus sentimentos.

## Volumes
1. ISBN 4-08-856058-2, publicado em 19 de janeiro de 1998
2. ISBN 4-08-856099-X, publicado em 19 de setembro de 1998
3. ISBN 4-08-856125-2, publicado em 20 de fevereiro de 1999
4. ISBN 4-08-856152-X, publicado em 20 de julho de 1999
5. ISBN 4-08-856179-1, publicado em 12 de dezembro de 1999
6. ISBN 4-08-856199-6, publicado em 19 de abril de 2000